# Saumain
Der Saumain (früher Alter Main) ist ein 1,65 km langer, linker, nicht schiffbarer Altarm des Mains in Schweinfurt. Nahezu das gesamte Areal gehört zum Naturschutzgebiet Saumain in der Stadt Schweinfurt. Dieser Artikel behandelt den Altarm des Mains und das Naturschutzgebiet.

## Lage
Der Saumain liegt südlich des Hauptarms des Mains und erstreckt sich vom Main-km 333 bis 331,4. Er liegt zwischen der Innenstadt im Norden und Hafen-Ost und Wehranlagen im Süden. Zwischen Saumain und Main-Hauptarm liegt im Osten die Böckleinsinsel mit der Cramermühle und mainabwärts (westlich) daran anschließend die Maininsel Bleichrasen.
| Nebengewässer des Mains: Bereich Schweinfurt und Vororte | Nebengewässer des Mains: Bereich Schweinfurt und Vororte | Nebengewässer des Mains: Bereich Schweinfurt und Vororte | Nebengewässer des Mains: Bereich Schweinfurt und Vororte |
| Name                                                     | Art des Gewässers                                        | Ort                                                      | Main-km1                                                 |
| -------------------------------------------------------- | -------------------------------------------------------- | -------------------------------------------------------- | -------------------------------------------------------- |
| Forster Bucht (L)                                        | Altwasser                                                | Schonungen                                               | 340,2–339,6                                              |
| Schonunger Bucht (L)                                     | Ehem. Flussarme & Baggerseen                             | Schonungen & Gochsheim                                   | 339,5–337,6                                              |
| Sennfelder Seenkranz (L)                                 | Altwasser                                                | Sennfeld                                                 | 335,1–332,6                                              |
| Saumain (L)                                              | Altarm                                                   | Schweinfurt                                              | 333,0–331,5                                              |
| Schleusenkanal (L)                                       | Schleusenkanal                                           | Schweinfurt                                              | 332,5–331,5                                              |
| Oberndorfer Altmainschleife (R)                          | Verlandetes Altwasser                                    | Schweinfurt                                              | 329,3–328,2                                              |
| Altmainschleife Nord (L)                                 | Altwasser & Baggerseen                                   | Grafenrheinfeld & Bergrheinfeld                          | 328,2–327,4                                              |
| Altmainschleife Süd (L)                                  | Altwasser & Baggerseen                                   | Bergrheinfeld                                            | 326,8–324,9                                              |

| Verbindung zum Main keine Verbindung zum Main verlandet |  |
|                                                         |  |

(L) linksmainisch

(R) rechtsmainisch

1 Kilometrierung flussaufwärts (ab der Main-Mündung bei Mainz)

## Geographie

### Überblick
Der Saumain dient bei Hochwasser als Notablauf und ist ein Überbleibsel aus der Zeit vor dem Flussausbau für die Schifffahrt in der Mitte des 19. Jahrhunderts. Der Main wird an der Abzweigung zum Saumain durch einen Absperrdamm mit Grundablass, dem nach seiner Form so benannten Elefantenbuckel, aufgestaut und vom Saumain abgetrennt. Zwischen der Böckleinsinsel und der Maininsel Bleichrasen wird der Main durch ein Walzenwehr ebenfalls auf gleicher Höhe aufgestaut. Dadurch liegt der Wasserspiegel des Saumains niedriger. Bei Hochwasser wird der Elefantenbuckel überschwemmt. Der Hauptarm des Mains wird 1 km weiter flussabwärts durch die Staustufe Schweinfurt ebenfalls auf dieselbe Höhe wie am Elefantenbuckel aufgestaut (Oberwasser 207,6 m ü. NN). Unterhalb der Staustufe besitzt der Hauptarm des Mains das Niveau des 500 m weiter flussabwärts liegenden Rückflusses des Saumains (Unterwasser 203,1 m ü. NN). Die Schifffahrt überwindet die Fallhöhe von 4,5 m mittels der Schleuse Schweinfurt, die sich in einem Schleusenkanal zwischen Mainhauptarm und Saumain befindet.

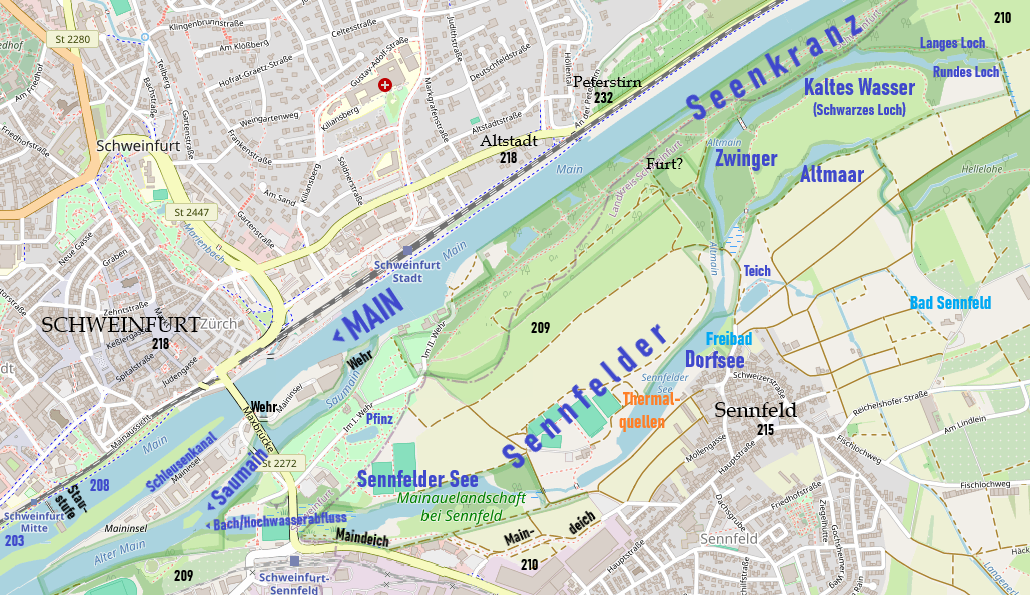
Saumain (links unten) mit den beiden Wehren Elefantenbuckel (rechts) und Walzenwehr (links)

### Verlauf

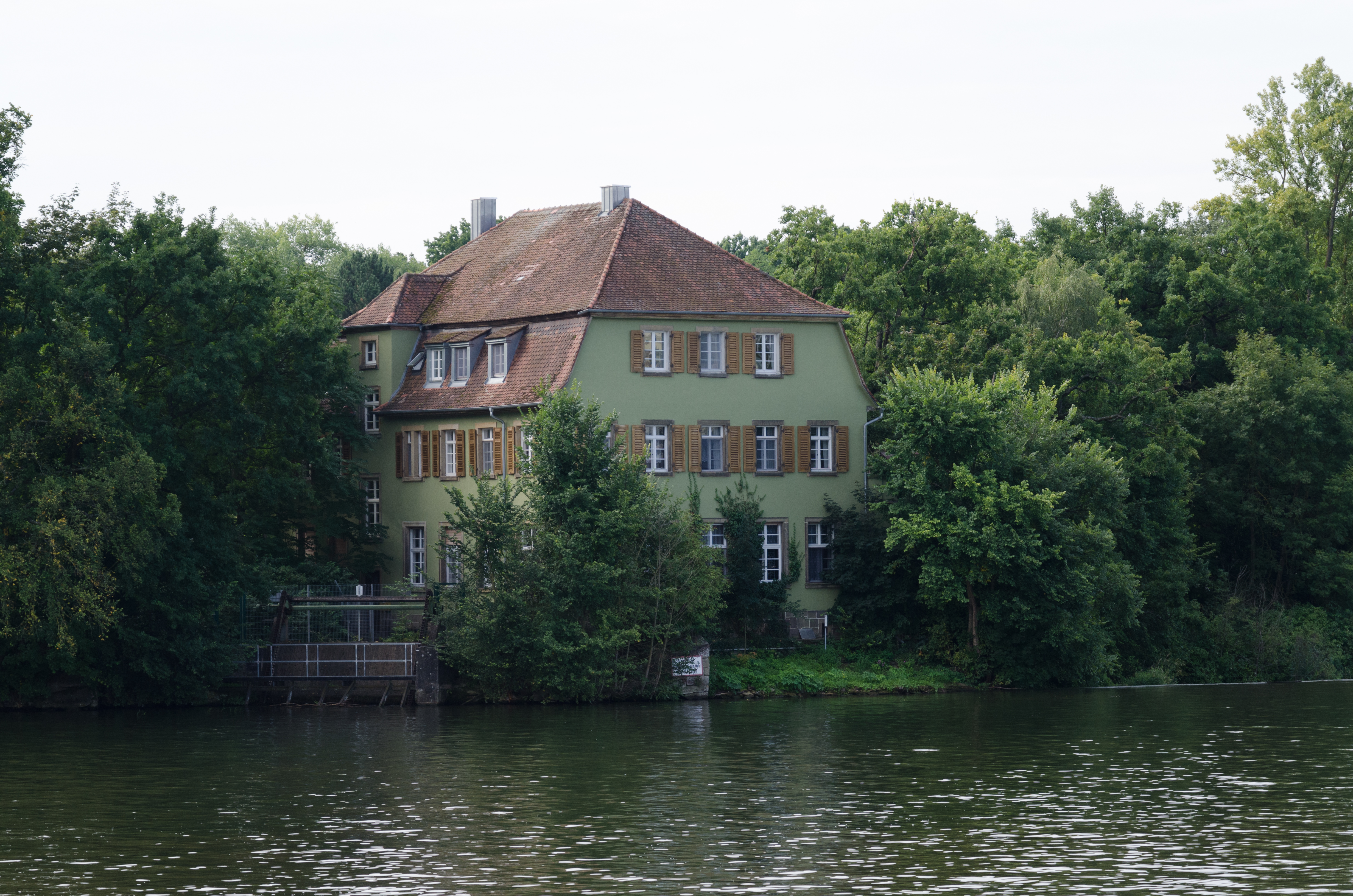
Grünes Haus am Beginn des Saumains

Trotz seiner Kürze ist der Lauf des Saumains vielfältig. Er beginnt am Elefantenbuckel (siehe Überblick). Links (Südseite) liegt das Grüne Haus, ein Bürogebäude der ehemaligen Farbenfabrik Gademann & Co von 1922 und rechts die Böckleinsinsel mit der Cramermühle. Hier wird der Saumain von einem kleinen Mühlenkanal gespeist, der als Kanustrecke dient und zuvor vom Mainhauptarm kommend durch die Mühle läuft. Linksseitig liegt der Stadtpark Wehranlagen. Rechterhand mündet nun ein kleiner, namenloser Nebenarm des Mains zwischen Böckleinsinsel und Maininsel Bleichrasen in den Saumain. In diesem Nebenarm befindet sich als Grundablass der heute noch betriebene Prototyp für das ein Jahr später im Hauptarm errichtete erste Walzenwehr der Welt von MAN (1902). (siehe Schweinfurt, Denkmäler und Brunnen). Dieses Wehr staut den Hauptarm auf dieselbe Höhe wie der oben erwähnte Elefantenbuckel, für die Schifffahrt auf der Bundeswasserstraße, den Europakanal.

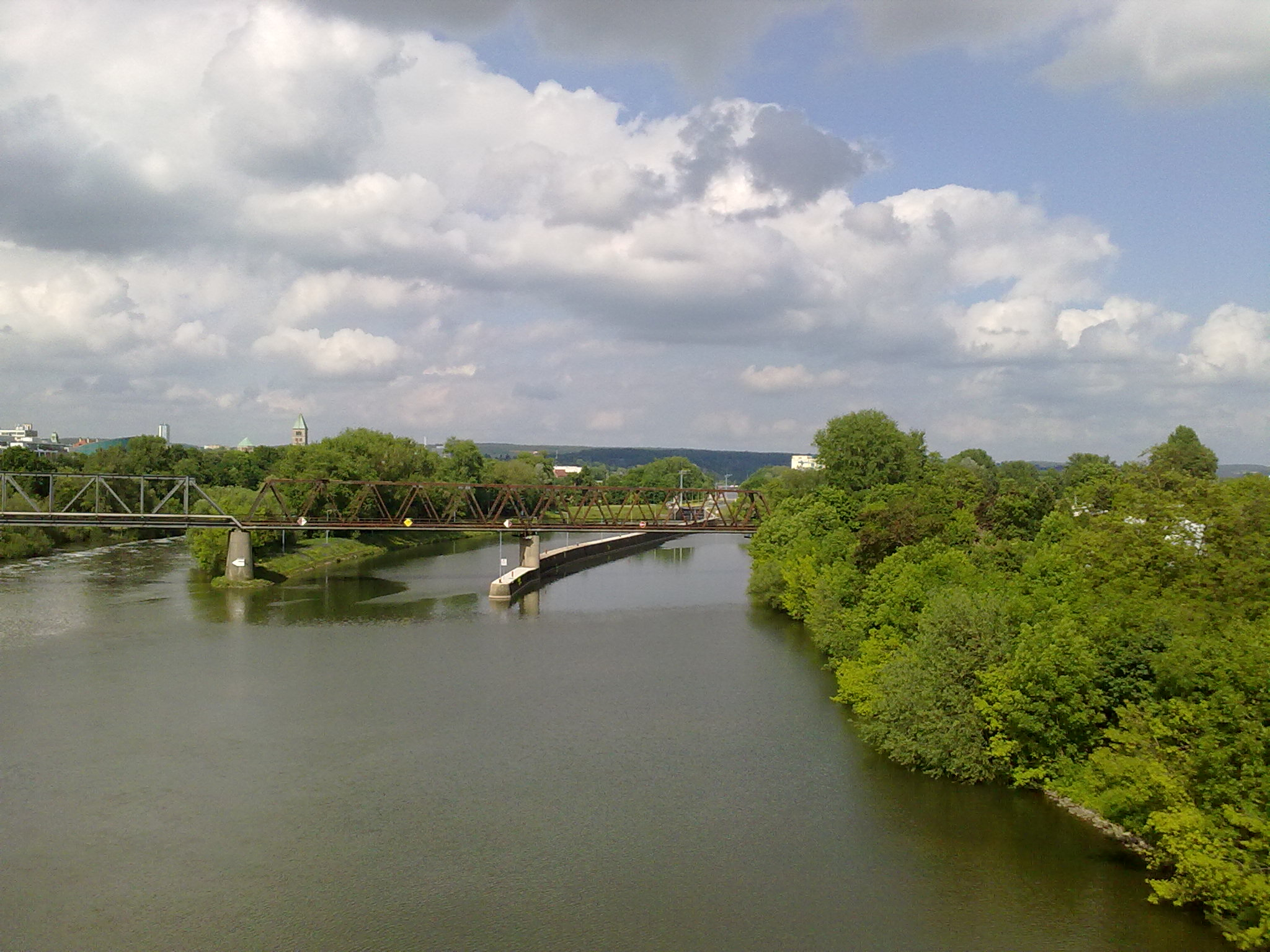
Zusammenfluss von Mainhauptarm (links), Schleusenkanal (Mitte) und Saumain (rechts)

Am Anfang der Maininsel Bleichrasen quert die Maxbrücke und unmittelbar darauf die Marienbrücke den Saumain, der danach das Konferenzzentrum Maininsel (KMI) auf der Maininsel Bleichrasen passiert und hier über zwei Stromschnellen den größten Teil des Höhenunterschiedes von 1,5 m bewältigt.
Linksseitig wird kurz danach der Saumain von einem Zufluss des Sennfelder Seenkranzes gespeist. Dies ist das Tal des Alten Mains, das hier in den Saumain mündet und bei Hochwasser als weiterer Notablauf dient. Durch die Notabläufe und das hier breite Maintal war das bebaute Stadtgebiet bisher nahezu frei von Hochwasser. Linksseitig passiert der Saumain den Hutrasen, in dessen Bereich rechtsseitig die Maininsel Bleichrasen endet. An diese schließt eine 360 m lange Mole an, in dessen Bereich der Saumain kein Naturschutzgebiet (siehe unten) mehr ist. Die Mole trennt, genau wie zuvor die Maininsel Bleichrasen, weiterhin den Saumain vom Schleusenkanal, bis unter der Gerolzhöfer Brücke sich die drei Mainarme Hauptmain, Schleusenkanal und Saumain vereinen.

### Naturschutzgebiet

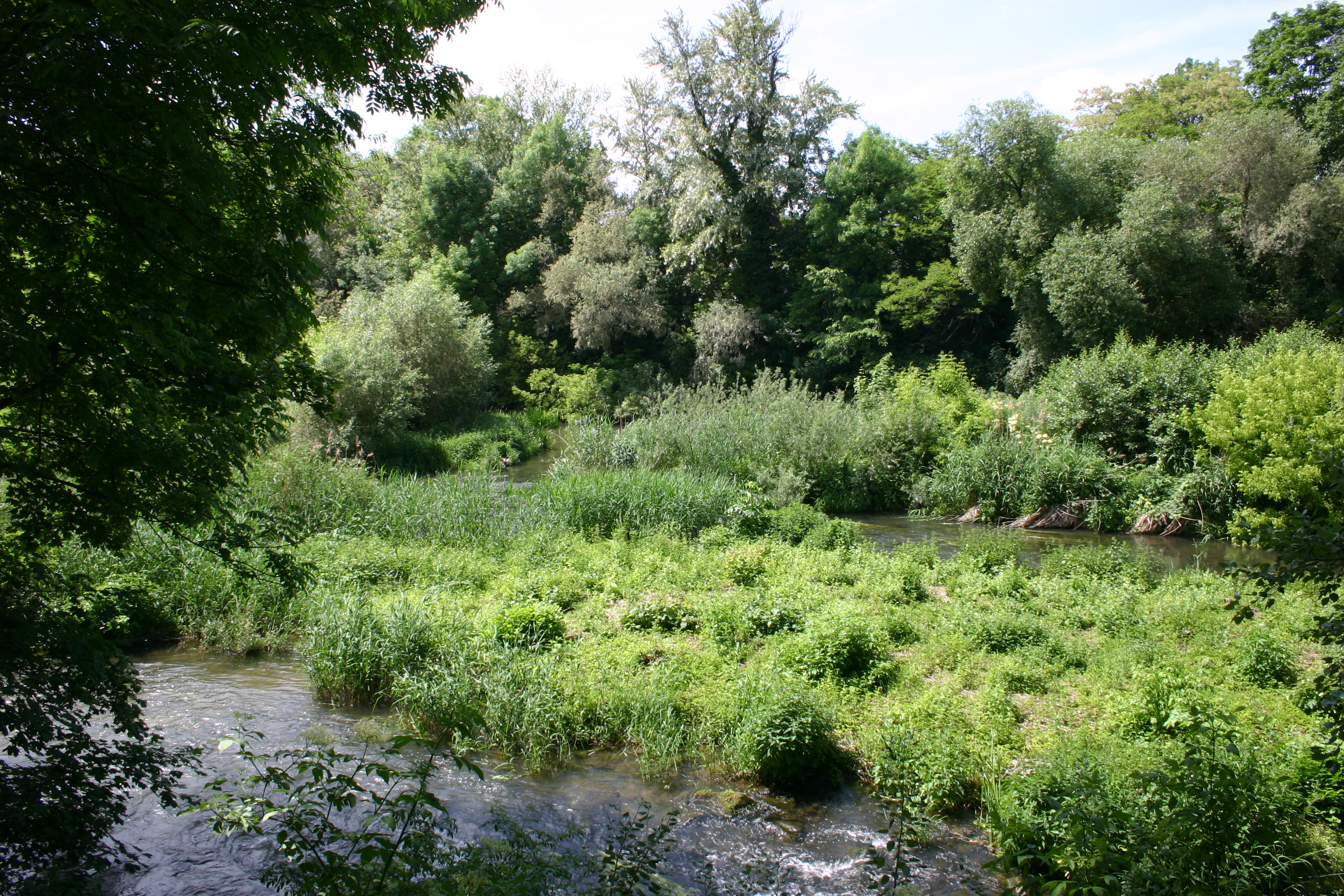
Naturschutzgebiet Saumain

Der Saumain gehört, mit Ausnahme der letzten 360 m vor dem Rückfluss in den Hauptarm des Mains entlang der Mole, zum Naturschutzgebiet Saumain in der Stadt Schweinfurt (siehe: Liste der Naturschutzgebiete in der Stadt Schweinfurt). Es umfasst den Saumain sowie dessen Uferbewuchs und hat eine Fläche von 11,58 ha. Das Areal ist seit 1993 Naturschutzgebiet und befindet sich mitten in der Stadt.
An der Sohle herrscht als Gestein Muschelkalk vor. Die steilen Ufer werden von Weiden und Erlen gesäumt, dahinter von Pappeln, Linden, Eichen und Ulmen. Auf den drei Inseln wachsen Röhricht und Hochstauden. Der Saumain ist von Schwimmpflanzen besetzt, vor allem gelbe Teichrosen und Laichkraut und beheimatet 30 selten gewordene Insektenarten.
Seit 2005 ist der Saumain zudem anerkanntes Vogelschutzgebiet und Rückzugsort für vom Aussterben bedrohte Vogelarten. Da das fließende Flachwasser mit natürlichen Stufen im Flussbett selten zufriert, ist es ein wichtiges Quartier für Wintervögel.
Die Maxbrücke und unmittelbar danach die Marienbrücke queren das Naturschutzgebiet und dienen mit ihren Gehwegen als Aussichtsplattformen, neben einer Aussichtskanzel am Südufer.